# Храм святого праведного воїна Феодора Ушакова
Храм святого праведного воїна Феодора Ушакова — православний храм російської православної церкви в Новофедорівці Сімферопольсько-Кримської єпархії.

## Історія
12 грудня 1992 року колишній радянський авіаційний гарнізон Саки-4 реорганізовано в селище міського типу і присвоєно назву Новофедорівка.
Російська православна громада поселення, зареєстрована у 2001 році, спочатку не мала церкви та священика. Жителям довелося відвідати церкву в Саках.
У 2006 році міський голова Людмила Єрофеєва звернулася до митрополита Сімферопольського і Кримського митрополита Лазаря з проханням прислати в Новофедорівку священика. Для церковних богослужінь, які проводилися з 10 липня 2006 року, тимчасово використовувалася світська будівля.
У березні 2010 року в центрі Новофедорівки почалося будівництво храму святого праведного Феодора Ушакова. Це був російський адмірал і є святим російської православної церкви. Велика п'ятикупольна церква збудована у давньоруському стилі.
20 січня 2015 року церкву освятив митрополит Лазар.